# Valorant
Valorant (« Vaillant »), stylisé VALORANT, est un jeu vidéo free-to-play de tir à la première personne (FPS) en multijoueur développé et édité par Riot Games et sorti le 2 juin 2020.

## Développement
Le développement du jeu commence en 2014. Il est annoncé pour la première fois sous le nom de code Project A en octobre 2019. Il a d'abord été annoncé pour être publié sur Windows durant l'été 2020, sans aucun portage sur console et mac OS confirmé, et sa phase de bêta fermée a débuté le 7 avril 2020. Il s'agit du premier jeu développé par Riot Games dans le genre, et il est finalement sorti en version finale le 2 juin 2020.
Un peu plus de 4 ans après sa sortie, Valorant est annoncé sur PlayStation 5 et Xbox Series, avec une bêta fermée débutant à partir du 14 juin 2024 en Europe, en Amérique du Nord et au Japon. Les joueurs PC et console ne pourront pas jouer ensemble, mais il sera possible de conserver et lier son compte sur les 2 plateformes pour pouvoir transférer sa progression et son inventaire d'une plate-forme à l'autre.

## Système de jeu

### Modes de jeu

#### Non classé
Dans le mode de jeu principal, deux équipes de cinq joueurs s'affrontent et les agents utilisent des crédits pour acheter des compétences uniques, des armes et des boucliers. Une équipe est en attaque et une est en défense : l'équipe attaquante dispose d'une bombe nommée le spike qu'elle doit poser sur un site. Si elle parvient à être posée et qu'elle explose au bout d'un chronomètre, ou qu'ils tuent tous les défenseurs, les attaquants gagnent un point. En revanche, si l'équipe en défense réussit à désamorcer la bombe, à tuer tous les attaquants avant qu'ils ne posent la bombe ou à empêcher les attaquants de planter la bombe, ce sont eux qui gagnent un point. Au bout de douze rounds, les deux équipes échangent les rôles. Les attaquants deviennent défenseurs et inversement. Tandis que les crédits accumulés au cours des 12 premiers rounds sont réinitialisés pour repartir de zéro. La première équipe qui obtient treize points gagne la partie.

#### Compétition
Le mode Compétition est le mode compétitif principal de Valorant. Il fonctionne de la même manière que le mode Non classé. Le joueur doit avoir atteint le niveau 20 sur son compte pour pouvoir jouer à ce mode. Il peut l'atteindre en jouant en Non classé ou d'autres modes de jeu. Par la suite, le joueur doit effectuer 5 parties de classement sur le mode Compétition. Au bout de ces 5 parties, le joueur sera classé sur un rang de départ, qui va de Fer 1 à Ascendant 1 au maximum. Selon ses performances et ses victoires ou défaites, le joueur pourra ainsi grimper ou chuter de rang.
Les périodes compétitives durent environ 6 mois. C'est une période de temps qui est appelée épisode dans le jeu. À la fin de chaque épisode, le rang de tous les joueurs est réinitialisé et tous les joueurs, quel que soit leur ancienneté ou leur classement précédent doivent effectuer de nouvelles parties de classement. Selon leur placement à l'épisode précédent, les joueurs commencent le nouvel épisode 3 à 4 rangs plus bas. Les épisodes sont sous-divisés en 3 actes de durée similaire. L'acte 1 débute à la sortie du nouvel épisode. Lors des actes 2 et 3, une partie de classement est nécessaire pour pouvoir regagner le rang auquel le joueur avait fini l'acte précédent.
Dans l'ordre décroissant, les rangs possibles sont :
- Radiant
- Immortel
- Ascendant
- Diamant
- Platine
- Or
- Argent
- Bronze
- Fer

À l'exception du rang Radiant, tous les autres rangs sont sous-divisés en 3 rangs allant de 1 à 3.

#### Premier
Le mode Premier est un autre mode de jeu compétitif. Il s'agit d'un mode tournoi où les joueurs forment leur propre équipe de 5 à 7 joueurs, accompagnés d'un entraîneur. Les équipes doivent jouer 1 à 2 matchs par semaine. L'objectif est de gagner un maximum de points, en gagnant des matchs, pour pouvoir jouer les playoffs et ainsi, remporter la compétition. Comme en compétitif, il y a plusieurs divisions, sous-divisant les joueurs selon leur niveau lors de la création du club :
- Concurrent
- Élite
- Avancé
- Intermédiaire
- Débutant

À l'exception de la division Concurrent, toutes les autres divisions sont sous-divisés en 5 niveaux allant de 1 à 5. Il y a également des restrictions régionales plus ou moins strictes selon la division.
Le mode Premier fera également la passerelle entre le jeu compétitif et la scène esport semi-professionnelle à partir de mi-2024. Les vainqueurs de la meilleure division sur ce mode auront l'occasion de jouer contre les moins bonnes équipes de deuxième division de leur région pour prendre leur place pour la partie de saison suivante.

#### Vélocité
Le mode Vélocité (Swiftplay en anglais) est une alternative plus rapide au mode Non classé. Au lieu de parties en 13 manches gagnantes, il suffit de gagner 5 manches pour remporter la victoire, il n'y a également pas de prolongation en cas d'égalité à 4-4. L'économie est simplifiée.

#### Spike Rush
Spike Rush est un mode de jeu alternatif. Il consiste en une partie beaucoup plus rapide, avec des armes aléatoires et en un maximum de sept manches.

#### Intensification
Un autre mode de jeu proposant des parties plus courtes. Le principe est de déverrouiller de nouvelles armes au fur et à mesure de la partie, avec son équipe. Chaque élimination fait progresser l'équipe d'un niveau, entraînant un changement dans les armes assignées aux joueurs. La première équipe à terminer le niveau 12 — ou, si aucune équipe n'a passé ce niveau après 10 minutes de jeu, celle qui a le plus progressé dans les niveaux — est déclarée vainqueur.

#### Combat à mort
Un mode de jeu en chacun pour soi où l'agent joué est aléatoire ; le but n'est plus de poser ou de désamorcer une bombe, mais d'effectuer un maximum d'éliminations. Le premier joueur à obtenir 40 éliminations dans les 9 minutes imparties remporte la partie.

#### Combat à mort par équipe
Combat à mort par équipe est le dernier mode de jeu sorti. Ce sont des parties de 9 minutes et 30 secondes découpées en 4 quart-temps sur des cartes exclusives à ce mode de jeu. Contrairement à Deathmatch, les 10 joueurs de la partie sont divisées en 2 équipes de 5, comme dans le mode normal. Cependant, il n'y a pas de bombe à poser ou à désamorcer. La victoire revient à l'équipe qui atteint les 100 éliminations en premier. Les achats ne se font qu'au début de chaque quart-temps et à chaque réapparition après avoir été éliminé. Des armes temporaires qui ne se rechargent pas, des orbes de récupération pour regagner des points de vie et de bouclier, ainsi que des orbes nécessaires pour charger la compétence ultime du personnage contrôlé apparaissent de manière aléatoire sur la carte. Les autres compétences de personnages sont elles simplement bloquées par un chronomètre.

### Agents
Dans Valorant, chaque joueur joue le rôle d'un « agent » aux compétences uniques. 27 agents sont actuellement jouables dans Valorant et sont divisés en 4 catégories : duelliste, initiateur, contrôleur et sentinelle.
- Duelliste : Des agents à vocation offensive avec une grande puissance de feu. Ce sont les agents les plus agressifs, faits pour éliminer les agents adverses. Contrairement aux autres classes, les duellistes doivent réaliser deux éliminations pour recharger leurs capacités, au lieu d'une période de temps.
- Initiateur : Des agents à vocation offensive pouvant s'infiltrer sur des sites contestés. Ils sont capables de prendre de l'information dans des zones reculées et de rendre l'ennemi incapable de combattre pendant une courte période, permettant d'engager une offensive.
- Contrôleur : Des agents à vocation défensive qui sont capables de brouiller la vue des ennemis, de prendre le contrôle d'une zone, de forcer l'ennemi à changer de position et d'entrer dans des petits espaces pour prendre l'avantage.
- Sentinelle : Des agents à vocation défensive qui grâce à leurs capacités, peuvent apporter de l'information sur la présence ou l'absence d'ennemis dans des zones précises, défendre seuls une position délaissée et empêcher des attaques dans le dos ou sur les flancs.

Chacun de ces agents dispose de quatre capacités qui lui sont propres : une capacité unique qu’il obtient gratuitement à chaque tour, deux qu’il peut acheter grâce au système économique des parties (qu’il gardera plusieurs tours, jusqu’à ce qu’elles soient utilisées) et une capacité ultime qui doit être chargée au fur et à mesure des manches, en récupérant des orbes sur la carte, à l'aide d'éliminations effectuées ainsi que de diverses autres actions.
| N° | Agent     | Rôle       | Sortie | N° | Agent    | Rôle       | Sortie |
| -- | --------- | ---------- | ------ | -- | -------- | ---------- | ------ |
| 01 | Brimstone | Contrôleur | Beta   | 21 | Harbor   | Contrôleur | 5.08   |
| 02 | Viper     | Contrôleur | Beta   | 22 | Gekko    | Initiateur | 6.04   |
| 03 | Omen      | Contrôleur | Beta   | 23 | Deadlock | Sentinelle | 7.0    |
| 04 | Killjoy   | Sentinelle | 1.05   | 24 | Iso      | Duelliste  | 7.09   |
| 05 | Cypher    | Sentinelle | Beta   | 25 | Clove    | Contrôleur | 8.05   |
| 06 | Sova      | Initiateur | Beta   | 26 | Vyse     | Sentinelle | 9.04   |
| 07 | Sage      | Sentinelle | Beta   | 27 | Tejo     | Initiateur | 10.0   |
| 09 | Jett      | Duelliste  | Beta   | 28 | Waylay   | Duelliste  | 10.04  |
| 10 | Phoenix   | Duelliste  | Beta   |    |          |            |        |
| 11 | Reyna     | Duelliste  | 1.0    |    |          |            |        |
| 12 | Raze      | Duelliste  | Beta   |    |          |            |        |
| 13 | Breach    | Initiateur | Beta   |    |          |            |        |
| 14 | Skye      | Initiateur | 1.11   |    |          |            |        |
| 15 | Yoru      | Duelliste  | 2.0    |    |          |            |        |
| 16 | Astra     | Contrôleur | 2.04   |    |          |            |        |
| 17 | KAY/O     | Initiateur | 3.0    |    |          |            |        |
| 18 | Chamber   | Sentinelle | 3.10   |    |          |            |        |
| 19 | Neon      | Duelliste  | 4.0    |    |          |            |        |
| 20 | Fade      | Initiateur | 4.08   |    |          |            |        |

### Cartes
Il existe onze cartes aux caractéristiques uniques dans Valorant, qui sont utilisées pour le mode non classé ou compétitif. Une carte supplémentaire, Range, est spécifique au mode entraînement. Depuis la sortie de la huitième carte, Pearl, une rotation de cartes est ajoutée dans les modes Standard et Compétitif afin de garder le nombre de cartes disponibles à 7. Les cartes retirées de la rotation restent cependant disponibles dans les modes de jeu alternatifs et les parties personnalisées. À partir de la version 7.0 et de l'introduction du mode Combat à mort par équipe, de nouvelles cartes spécifiques à ce mode de jeu sont disponibles.
| Cartes   | Cartes                                             | Cartes | Cartes   |
| Nom      | Localisation                                       | Sortie | Rotation |
| -------- | -------------------------------------------------- | ------ | -------- |
| Bind     | Rabat, Rabat-Salé-Kénitra, Maroc                   | Beta   | ✔️       |
| Split    | Shinjuku, Tokyo, Région du Kantō, Japon            | Beta   | ❌       |
| Haven    | Thimpou, District de Thimpou, Bhoutan              | Beta   | ✔️       |
| Ascent   | San Marco, Venise, Vénétie, Italie                 | 1.0    | ✔️       |
| Icebox   | Île Bennett, République de Sakha, Russie           | 1.10   | ✔️       |
| Breeze   | Triangle des Bermudes, Océan Atlantique            | 2.08   | ❌       |
| Fracture | Comté de Santa Fe, Nouveau-Mexique, États-Unis     | 3.05   | ❌       |
| Pearl    | Lisbonne, Région de Lisbonne, Portugal             | 5.0    | ❌       |
| Lotus    | Ghats occidentaux, Karnāṭaka, Inde                 | 6.0    | ✔️       |
| Sunset   | Boyle Heights, Los Angeles, Californie, États-Unis | 7.04   | ✔️       |
| Abyss    | Sør-Jan, Île Jan Mayen, Nordland, Norvège          | 8.11   | ❌       |
| Corrode  | Mont-Saint-Michel, Normandie, France               | 11.0   | ✔️       |

| Autres cartes | Autres cartes                                                                            | Autres cartes | Autres cartes            |
| Nom           | Localisation                                                                             | Sortie        | Mode de jeu              |
| ------------- | ---------------------------------------------------------------------------------------- | ------------- | ------------------------ |
| Range         | Poveglia, Venise, Vénétie, Italie                                                        | Beta          | Entraînement             |
| District      | Shinjuku, Tokyo, Région du Kantō, Japon                                                  | 7.0           | Соmbаt à mоrt раr équіре |
| Kasbah        | Rabat, Rabat-Salé-Kénitra, Maroc                                                         | 7.0           | Соmbаt à mоrt раr équіре |
| Piazza        | San Marco, Venise, Vénétie, Italie                                                       | 7.0           | Соmbаt à mоrt раr équіре |
| Drift         | Phra Samut Chedi, Province de Samut Prakan, Thaïlande                                    | 7.12          | Соmbаt à mоrt раr équіре |
| Glitch        | Thimpou, District de Thimpou, Bhoutan Boyle Heights, Los Angeles, Californie, États-Unis | 9.08          | Combat à mort par équipe |

Dans le cas de Drift, apparue avec le patch 7.12, aucune coordonnée polaire permettant d'indiquer sa localisation exacte n'est mentionnée. Cependant, le placement au bord de mer sur une presqu'île et la présence de la tour Mahanakhon en fond laissent supposer qu'elle se situe aux alentours de Phra Samut Chedi, dans la banlieue sud de Bangkok.
Dans le cas de Glitch, apparue avec le patch 9.08, une moitié de la carte représente Haven (au Bhoutan) en hiver, tandis que l'autre moitié représente Sunset (aux États-Unis) recouverte de végétation.

### Armes
Les armes sont le moyen principal pour infliger des dégâts aux adversaires sur Valorant. Chaque agent peut porter une arme principale et une autre arme de poing. Les armes principales comprennent les pistolet-mitrailleurs, les fusils à pompes, les fusils, les snipers et les mitrailleuses. Les agents peuvent également tous utiliser un couteau tactique. Au premier et au 13e round, tous les joueurs commencent avec un Classic et 800 crédits (notés "¤"). Au fur et à mesure des manches, les joueurs peuvent acheter de nouvelles armes avec des crédits. Des réalisations spécifiques (poser la bombe, éliminer un ennemi, etc.) permettent de remporter des crédits supplémentaires.
Chaque arme possède ses propres statistiques, impactant le nombre de munitions qu'elle peut porter sans avoir besoin d'être rechargée, ses recharges, sa vitesse de tir, ses dégâts selon la zone du corps touchée et la distance entre l'arme et la cible, la probabilité qu'elle a de rater une cible ou encore sa capacité à faire des dégâts à travers les murs.
| Nom              | Type          | Coût   |
| ---------------- | ------------- | ------ |
| Classic          | Arme de poing | 0 ¤    |
| Shorty           | Arme de poing | 300 ¤  |
| Frenzy           | Arme de poing | 450 ¤  |
| Ghost            | Arme de poing | 500 ¤  |
| Sheriff          | Arme de poing | 800 ¤  |
| Stinger          | PM            | 1100 ¤ |
| Spectre          | PM            | 1600 ¤ |
| Bucky            | Fusil à pompe | 850 ¤  |
| Judge            | Fusil à pompe | 1850 ¤ |
| Bulldog          | Fusil         | 2050 ¤ |
| Guardian         | Fusil         | 2250 ¤ |
| Phantom          | Fusil         | 2900 ¤ |
| Vandal           | Fusil         | 2900 ¤ |
| Marshal          | Sniper        | 950 ¤  |
| Outlaw           | Sniper        | 2400 ¤ |
| Operator         | Sniper        | 4700 ¤ |
| Ares             | Mitrailleuse  | 1600 ¤ |
| Odin             | Mitrailleuse  | 3200 ¤ |
| Couteau tactique | Mêlée         | 0 ¤    |

### Armure
Trois armures sont disponibles :
- Bouclier léger pour 400 crédits
- Bouclier de régénération pour 650 crédits
- Bouclier lourd pour 1000 crédits

Les boucliers n'ajoutent pas des points de vie au joueur, mais permet d'absorber plus de dégâts et possèdent leur propre barre de PV. Le bouclier léger est à 25 points de vie supplémentaires tandis que le bouclier est à 50. Le bouclier regénératif quant à lui est à 25 points de vie et se recharge jusqu'à 2 fois dans la manche si jamais le bouclier perd ses PV mais que vous parvenez à survivre.

## Scène compétitive

### Histoire

#### Débuts du VCT (2020-2022)
Lors des premiers mois du jeu sont organisés les Ignition Series : une série de tournois co-organisé par Riot et des organisations tierces, qu'ils s'agissent de structures esportives (Team Vitality, T1, FaZe Clan, G2 Esports ou Mandatory) ou d'organisateurs de tournois tierces (BLAST, PAX Arena, AfreecaTV ou RAGE). En pleine pandémie de COVID-19, les tournois sont organisés par régions géographiques en ligne. Le 23 septembre 2020, Riot annonce sa première série de tournois officiels : les First Strike, basés sur le même modèle de tournois régionaux. Chaque région couronne pour la première fois des champions dans 11 régions du monde.
En fin d'année, Riot annonce son circuit officiel pour 2021 : le Valorant Champions Tour (VCT). Il s'agit d'un circuit s'étalant de février à décembre, composé de 4 tournois : 3 événements en LAN dit Masters et d'un événement final en LAN appelé Champions, sacrant le champion du monde de la saison. Chaque tournoi est précédé d'étapes ouvertes à tous qualificatives. 10 régions sont invitées à participer : l'Europe, la Turquie et la CEI au sein d'une zone Europe élargie, l'Asie du Sud-Est, le Japon, la Corée du Sud, l'Amérique du Nord, le Brésil, disposant chacun de sa propre ligue, et enfin l'Amérique Latine, divisée en 2 régions : nord (du Mexique à l'Équateur en passant par les Antilles) et sud (du Pérou jusqu'au Chili et à l'Argentine). D'autres régions du monde seront intégrées au cours de la saison au sein des régions déjà existantes. Le COVID-19 perturbe le début de saison, forçant Riot à annuler en mars le premier tournoi Masters et en le remplaçant par des Masters régionaux disputés en ligne dans chaque région.
Les Masters 2 sont maintenus et disputés sans public à Reykjavik, en Islande, dans des conditions similaires à celles du MSI 2021, organisés un mois plus tôt dans la même ville. Annoncée favorite, l'équipe américaine des Sentinels dévore tout sur son passage et remporte le premier tournoi international officiel Valorant, en ne perdant aucune carte. Aux Masters 3 à Berlin, les Sentinels se font surprendre par leurs rivaux de Team Envy, qui finiront par chuter en finale face aux Russes de Gambit Gaming.
Le tournoi de la dernière chance qualificatif pour les Champions voit l'entrée de certaines régions absentes de l'écosystème compétitif du jeu jusqu'alors : la région MENA, l'Asie du Sud, l'Océanie (qui n'a pas pu tenir sa place, leurs équipes ne pouvant se rendre à Los Angeles pour y disputer les qualifications) et la Chine (qui n'a pas pu tenir sa place, Valorant n'ayant toujours pas été approuvé pour être distribué dans le pays).
Les Sentinels ne passent pas la phase de poule, battus par Team Liquid puis par la sensation du tournoi, les sud-américains de KRÜ Esports, qui se hissent jusqu'en demi-finale en battant Fnatic et à 1 round de faire chuter Gambit Gaming, favoris du tournoi. Ils empêchent une domination complète de l'Europe, qui place 3 équipes sur 4 dans le dernier carré. C'est à la surprise générale l'équipe autrichienne d'Acend qui s'adjuge le premier titre de champion du monde, aux dépens de Gambit Gaming.
En 2022, la région MENA est pleinement intégrée au circuit compétitif européen. En plus de la première division où les meilleures équipes peuvent se qualifier pour les tournois internationaux, la région EMEA se dote d'une seconde division composée de 8 championnats régionaux, donnant un accès à la première division. L'Asie du Sud et l'Océanie sont désormais rattachés à l'Asie du Sud-Est pour former une grande région APAC. Le Japon et la Corée du Sud gardent leurs ligues alors que la Chine reste en dehors du circuit. À la suite de l'invasion de l'Ukraine par la Russie, le championnat régional de la CEI est annulé. En première division, les joueurs de Gambit Gaming (l'organisation ayant des sponsors qui ont un lien avec le pouvoir russe) se voient imposés de jouer sous un nom indépendant.
Aux Masters 1, de nouveau à Reykjavik, la tête de série numéro 1 d'Europe, FunPlus Phoenix, se voit contraint de déclarer forfait. Son effectif, composés de deux russes et d'un ukrainien, entraîne des problèmes de visa et de déplacement (à la suite de la mobilisation en Ukraine). Le Japon, décevant jusqu'ici, tient enfin son tournoi référence avec la 3e place de ZETA DIVISION. La finale oppose les Brésiliens de LOUD aux Américains de OpTic Gaming, qui a racheté la structure et l'effectif de Team Envy. Malgré un avantage pour LOUD, qui a battu OpTic en finale des gagnants, les Américains balaient l'équipe brésilienne 3-0 en grande finale pour remporter les Masters 1.
La revanche a lieu dès les Masters 2 de Copenhague, où LOUD et OpTic Gaming se retrouvent l'un contre l'autre dans un match de poule où le perdant est éliminé. OpTic gagne ce match et entame une remontée de l'arbre du tournoi jusqu'en finale des vainqueurs. Ils tomberont tout d'abord face aux Singapouriens de Paper Rex, puis sont éliminés par les FunPlus Phoenix, présents et au complet, en finale des perdants. En grande finale, FunPlus Phoenix triomphent sur Paper Rex sur le score de 3-2.
La Chine, où Valorant n'a toujours pas été approuvé par les autorités, organise un circuit de tournois sur les serveurs hongkongais du jeu depuis janvier 2022. Les deux meilleures équipes, Edward Gaming et KONE, sont invitées à participer au tournoi de la dernière chance d'Asie de l'Est pour se qualifier aux Champions, au côté de trois équipes sud-coréennes et japonaises. Edward Gaming impressionne, ne perdant aucune carte et se qualifie aux Champions organisés à Istanbul, en Turquie, avec l'étiquette de potentiel cheval de Troie. Aux Champions, le match d'ouverture opposant Edward Gaming à Paper Rex suscite ainsi énormément d'attention avec un pic à 766000 spectateurs simultanés. L'équipe chinoise craque et se fait sortir avec 0 victoire et 2 défaites, avec les honneurs. Paper Rex déçoivent également et sortent dès les groupes. Dans le groupe B, OpTic Gaming et LOUD se retrouvent de nouveau dans le même groupe. Cette fois-ci, les deux écuries se qualifient, avec une nouvelle victoire d'OpTic contre les LOUD.
Comme aux Masters 1, LOUD et OpTic se retrouvent en finale des vainqueurs et les Brésiliens prennent leur revanche. Dans l'arbre des perdants, les Sud-coréens de DRX jouent les troubles-fête, éliminant Fnatic et FunPlus Phoenix, les derniers représentants européens. Ils emmènent en finale des perdants OpTic jusqu'à la dernière manche, avant de céder. La finale pour le titre suprême est donc un sixième et ultime match entre LOUD et OpTic. Habitués à perdre lors des matchs couperet, les Brésiliens ne tremblent pas cette fois-ci et battent OpTic 3-1. Pour la première fois, un tournoi majeur Valorant est remporté par une équipe non-nord-américaine ou non-européenne,. À cette occasion, l'esport Valorant passe le million de spectateurs en simultané avec un pic à 1,5 million de téléspectateurs.
Quelques mois plus tard, à Berlin, se déroulent les premiers championnats du monde Game Changers. Il s'agit d'un circuit de tournois dans le même esprit que le VCT, mais réservées aux femmes et aux genres marginalisés afin de leur donner des opportunités et de la visibilité. Huit équipes à travers le monde sont qualifiées pour la première compétition Game Changers en LAN. C'est la division féminine de G2 Esports, les G2 Gozen, qui s'adjuge le titre après une remontée face aux nord-américaines de Shopify Rebellion. La finale a enregistré un pic à 240000 spectateurs, ce qui en fait la seconde compétition féminine la plus regardée de l'histoire de l'esport.

#### Compétition franchisée (2023-)
En 2022, Riot Games annonce les détails de son plan pour le futur de sa compétition : le circuit, jusqu'à présent ouvert, sera désormais franchisé à partir de 2023. Trente équipes sélectionnées deviennent des équipes partenaires de Riot, à hauteur de 10 équipes par ligue internationale : Amériques, EMEA et Pacifique. Cependant, contrairement aux ligues franchisés gérées par Riot Games sur League of Legends, les promotions d'équipes non-franchisées seront possibles via des ligues régionales Challengers et un tournoi d'Ascension régional. Les 30 équipes sont révélées le 21 septembre 2022, avec la présence de Team Vitality et de la Karmine Corp au sein de la ligue EMEA. La surprise principale est l'absence de G2 Esports, qui paie sa récente polémique autour de son président Carlos "Ocelote" Rodríguez et de sa défense de l'influenceur masculiniste Andrew Tate qui démissionne dans la foulée. Le 28 décembre, Valorant est approuvé pour être distribué en Chine, ouvrant enfin la porte à la sortie du jeu dans l'Empire du milieu ainsi qu'à la compétition dans le pays, qui n'est pas inclus dans le circuit officiel du VCT 2023.
Un tournoi spécial, le LOCK//IN, est organisé par Riot Games à Sāo Paulo, du 13 février au 4 mars 2023. Il remplace un split entier ainsi qu'un Masters et regroupera les 30 équipes franchisées dans un grand tournoi. Le 17 janvier, en marge de l’annonce du format du LOCK//IN, 2 équipes supplémentaires sont invitées en provenance de Chine, portant à 32 le nombre d’équipes participantes. Le LOCK//IN est dévoilé comme un tournoi à élimination directe.
Les deux représentants Français, la Karmine Corp et Team Vitality, s'arrêtent en huitièmes de finale. La première rencontre notable a lieu en quarts entre LOUD et NRG Esports, qui a récupéré 3 des 5 joueurs d'OpTic Gaming, non retenu pour la franchise. Dans cette suite de la rivalité de l'année dernière, les Brésiliens l’emportent. Ils sont rejoints par DRX, Natus Vincere (qui a récupéré 4 des 5 membres des FunPlus Phoenix, désormais basé en Chine) et Fnatic. LOUD parvient à se défaire de DRX, tandis que Fnatic dispose de NaVi. En finale, Fnatic prend vite l'avantage 2 cartes à 0. LOUD, poussé par son public, revient à 2-2 et mène 11-3 sur la dernière carte, à seulement deux points du sacre. Fnatic entame alors à son tour une remontée, marquant 9 points consécutivement pour provoquer une prolongation et gagner 14 à 12. Fnatic remporte ainsi son premier titre majeur.
Le split inaugural des ligues régionales n’accouche pas de surprise majeure. LOUD domine la région Amériques, suivi par NRG Esports et les surprenants Evil Geniuses. En région Pacifique, le duel attendu entre Paper Rex et DRX tourne en faveur des Singapouriens et de leur style de jeu agressif. En Europe, malgré une domination totale tout le long du split, Fnatic finit par craquer en finale face à des Team Liquid revigorés. La Karmine Corp finit dernier après un split galère, tandis que Team Vitality échoue de peu à se qualifier aux Masters. Quelques jours après leur élimination, les abeilles doivent déplorer la mort de leur jeune joueur Karel "Twisten" Ašenbrener, seulement âgé de 19 ans.
Aux Masters de Tokyo, Fnatic parvient à devenir la première équipe à remporter deux titres consécutifs. Ils ne perdant qu'une carte sur l'ensemble de la compétition, contre les finalistes américains d'Evil Geniuses, qui progressent de manière exponentielle depuis l’intégration de Max "Demon1" Mazanov. Paper Rex, auteur d'un parcours remarquable sans son joudeur vedette Ilya "something" Petrov, en raison de problèmes de visa, complète le podium. NaVi, LOUD et DRX chutent dès leurs entrées en lice, tandis que la Chine obtient son premier résultat encourageant avec la 5-6ème place d'Edward Gaming, porté par sa star Zheng "ZmjjKK" Yong Kang.
Aux Champions, à Los Angeles, la Chine confirme sa montée en puissance en plaçant 2 de ses 3 équipes dans le top 8. Elle rivalise ainsi avec les 3 régions internationales, qui ont toutes placé chacune 2 équipes pour un tableau parfaitement équilibré. La Chine sera cependant la première région à sortir, suivie par les EMEA. Fnatic, archi-favori, est éliminé par LOUD dans l'arbre des gagnants et des perdants, prenant leur revanche sur la finale du LOCK//IN. Paper Rex, au complet, prend l'avantage sur Evil Geniuses en finale des gagnants, mais les Américains s'offrent une revanche en battant LOUD en finale des perdants. Dans un Kia Forum rempli, les Américains, portés par un Demon1 de gala élu MVP de la finale, dominent leurs opposants 3-1 et deviennent les Champions du Monde 2023. Christine "potter" Chi, l'entraîneuse des Vilains, devient la première femme à remporter une compétition majeure en esport par équipe. Paper Rex échoue à devenir la première équipe asiatique à remporter un tournoi international.
Aux championnats du monde Game Changers 2023 à São Paulo, le top 3 de l'année dernière, composé de G2 Gozen, Shopify Rebellion GC et Team Liquid Brazil se hisse de nouveau sur le podium. C'est cependant les rebels qui remportent la compétition devant les Brésiliennes au terme d'une nouvelle finale très serrée.
Fin 2023, le VCT CN (Chine) est officialisé comme la quatrième ligue internationale, complétant l'écosystème du Valorant Champions Tour, ajoutant 11 nouvelles équipes à l'écosystème compétitif. Le mode de jeu Premier est également officialisé comme future passerelle pour les ligues Challengers courant 2024.
L'année 2024 débute dans les 4 ligues avec un mini-tournoi par région baptisé Kick-off, dont le vainqueur et le finaliste sont qualifiés pour le premier tournoi Masters de l'année à Madrid. De nouvelles équipes se qualifient pour leur première compétition internationale (hors LOCK//IN) : Gen.G Esports, Team Heretics et la Karmine Corp, de retour en grâce avec un nouveau projet centré autour de jeunes joueurs talentueux encadrés par le légendaire coach de Gambit Gaming, Andrey "Engh" Sholokhov, vainqueur du Masters de Berlin et vice-champion du monde en 2021. C'est également le retour de Sentinels sur la scène internationale après 2 ans d'absence. Désormais répartis dans différentes équipes du VCT Amériques, aucun des champions du monde d'Evil Geniuses n'a réussi à se qualifier. C'est finalement Sentinels qui renoue avec sa gloire passée en remportant le tournoi face à Gen.G 3-2. Plusieurs anciens champions comme Gustavo "Sacy" Rossi et Tyson "TenZ" Ngo renouent avec le succès, tandis que le Marocain Amine "johnqt" Ouarid devient le premier joueur africain de l'histoire à remporter un titre international sur un esport majeur.
Aux Masters Shanghaï, les premiers organisés en Chine, Gen.G Esports parvient à effacer leur défaite à Madrid en offrant à la région Pacifique et à l'Asie son premier titre international. Team Heretics, finaliste malheureux et G2 Esports, première équipe issue des ligues régionales à se hisser aussi loin dans un tournoi international, complètent le podium. Les équipes chinoises, attendues pour ce premier tournoi à domicile, ont déçu. Si FunPlus Phoenix est tombé de manière honorable en perdant uniquement contre les deux finalistes, le bilan global est peu reluisant avec une seule victoire pour six défaites avec des éliminations très précoces : aucune équipe chinoise n'a passé la phase préliminaire et Edward Gaming, seul représentant chinois dans le tableau final, a été éliminé au bout de 2 matchs sans gagner la moindre carte.
Aux Champions 2024 à Séoul, Gen.G, à domicile et grandissime favori est éliminé en poules à la surprise générale. Ils sont battus par Team Heretics, enfin au complet après 2 compétitions internationales sans leurs cinq titulaires. Puis dans une rencontre éliminatoire, c'est Sentinels de nouveau, qualifié de justesse et en méforme depuis plusieurs mois, qui éliminent les coréens. Les deux bourreaux de Gen.G se qualifient pour les play-offs, puis pour le final four. Ils sont rejoints par Edward Gaming, la première équipe du VCT CN à sécuriser un final four d'une compétition internationale, qui a réglé ses problèmes avec l'arrivée du Taïwanais Hsieh "S1mon" Meng-hsun, et le champion des Amériques : Leviatán, porté par les anciens champions du monde Erick "Aspas" Santos et Corbin "C0M" Lee. Dans des matchs serrés de bout en bout, c'est finalement Edward Gaming qui sort vainqueur, offrant à la Chine, dont le traitement sportif à égal avec les trois autres régions a été remis en questions après l'échec du pays aux Masters Shanghai, son premier titre international sur la scène Valorant. ZmjjKK (ou KangKang) a sorti une finale exceptionnelle avec 111 kills (un nouveau record absolu), dont un quadrakill décisif qui a stoppé net le momentum d'Heretics, alors en pleine remontada. Signe de l'explosion en popularité du jeu dans l'empire du milieu, les audiences aux Champions ont explosé avec un pic à 3,4M de téléspectateurs, tandis que la ligue chinoise a enregistré un pic à 1,88M de spectateurs, ce qui est plus que les pics des trois autres ligues internationales combinées.
En 2025, le premier Masters se déroule à Bangkok. Il voit la victoire de T1, considéré alors comme un outsider, aux dépens de G2 Esports, jugés favoris. Les champions du monde en titre, Edward Gaming finissent 3e, tandis que la super-team de Team Vitality complète le top 4 pour sa seconde apparition à l'international. Ce premier Masters en Asie du Sud-Est est marqué par l'absence de la meilleure équipe de la région : Paper Rex, qui loupe sa première compétition internationale depuis 2021. Éliminé très tôt du kick-off et après un très mauvais début de saison régulière, l'équipe singapourienne passe à 2 rounds de l'élimination du split 1. Cependant, après avoir remplacé un joueur et cette première victoire, ils parviennent à engranger de la confiance et initier un renouveau en play-offs régionaux qui les emmènera jusqu'aux Masters de Toronto, qu'ils finiront par gagner aux dépens de Fnatic en finale. C'est le premier titre international de l'organisation et une rédemption pour une équipe à l'agonie il y encore deux mois et des joueurs considérés comme une maudits après avoir perdues plusieurs finales. Le top 4 est complété par les surprenants Wolves Esports, la division chinoise du club de football anglais des Wolverhampton Wanderers et de G2 Esports, encore une fois donné favori mais toujours pas sacré.

### Architecture de la scène compétitive
L'ensemble des compétitions officielles organisées par Riot Games sur le jeu font partie d'un circuit global appelé Valorant Champions Tour :
- Le Champions. C'est le tournoi le plus prestigieux, organisé une fois par an qui regroupe les 16 meilleures équipes sur l'année. Il est le tournoi qui clôture l'année compétitive sur Valorant et sacre l'équipe championne du monde.
- Les Masters. Organisés 2 fois par an, ce sont des tournois internationaux de plus petite envergure (Masters 1 avec 8 équipes, Masters 2 avec 12 équipes) qui regroupent les meilleures équipes sur une partie de saison.
- Les Ligues Internationales. Ce sont des super-ligues régionales franchisées divisées en 4 grandes zones géographiques : Amériques, Chine, EMEA et Pacifique. 10 équipes sont franchisées par ligue pour 4 ans, puis rejointes par 2 équipes non-franchisées. De 2024 à 2025, une équipe est promue par an dans chaque région. À partir de 2025, les équipes non-franchisées seront automatiquement reléguées s'ils ne parviennent pas à se qualifier aux playoffs de fin de saison de leur région. Si elles y parviennent, mais ne se qualifient pas pour le VCT Champions, elles devront repasser par le tournoi d'Ascension, aux côtés des autres équipes des Ligues Challengers pour garder leur place. Si une équipe non-franchisée se qualifie au VCT Champions, elles est assurée de rester dans leur Ligue Internationale la saison suivante, sauf si les 2 équipes non-franchisées sont qualifiées. Dans ce cas, l'équipe la moins performante au VCT Champions sera renvoyée au tournoi d'Ascension, tandis que l'autre est assurée de rester.
- Les tournois d'Ascension. Les meilleures équipes de chaque ligue régionale sont qualifiés à un tournoi d'Ascension, un tournoi où les vainqueurs de chaque ligue régionale et les potentielles équipes non-franchisées qui ont joué en Ligue Internationale la saison précédente s'affrontent pour une ou deux places. Le ou les vainqueurs joueront dans la ligue internationale pour une durée minimale de 1 an, sous réserve de validation du dossier par Riot Games.
- Les Ligues Challengers. Ce sont des ligues régionales non-franchisées qui sont qualificatifs pour le tournoi d'Ascension.
- Les Game Changers, un circuit de tournois parallèle réservé aux joueuses féminines et aux autres genres marginalisés[64]. Les équipes Game Changers peuvent également participer aux Ligues Challengers si elles s'y qualifient. Les joueuses peuvent également rejoindre des équipes déjà présentes en Ligues Internationales ou Challengers. Ces joueuses ne sont pas concernés par les restrictions de nationalité en vigueur dans les ligues pour faciliter leur recrutement par les équipes et leur participation.
- Enfin, des tournois amateurs ou nationaux, organisés par Riot ou d'autres organismes, permettent de faire la passerelle entre les plus hauts niveaux du jeu et le monde compétitif. Dans le courant de l'année 2024, Premier, le mode compétitif directement intégré dans le jeu cohabitera ou remplacera progressivement ces tournois. Ce mode deviendra alors le troisième échelon officiel commun à toutes les régions.

#### Ligues internationales
| Ligues Internationales                                                                                                 | Ligues Internationales | Ligues Internationales | Ligues Internationales |
| Amériques | CN | EMEA | Pacifique |
| --- | --- | --- | --- |
| 2Game Esports 100 Thieves Cloud9 Evil Geniuses FURIA G2 Esports KRÜ Esports Leviatán LOUD Made in Brazil NRG Sentinels | All Gamers Bilibili Gaming Dragon Ranger Gaming Edward Gaming FunPlus Phoenix JD Gaming Nova Esports Titan Esports Club Trace Esports TYLOO Wolves Esports Xi Lai Gaming | Apeks BBL Esports Fnatic FUT Esports Gentle Mates GIANTX Karmine Corp Movistar KOI Natus Vincere Team Heretics Team Liquid Team Vitality | BOOM Esports DetonatioN FocusMe DRX Gen.G Esports Global Esports Nongshim Red Force Paper Rex Rex Regum Qeon T1 TALON Team Secret ZETA DIVISION |

Les équipes en italique désignent les équipes issues des ligues régionales qui ne sont pas partenaires du VCT.

#### Ligues régionales
| Ascension Amériques                      | Ascension Amériques            | Ascension Amériques | Ascension Amériques | Ascension Amériques | Ascension Amériques | Ascension Amériques | Ascension Amériques | Ascension Amériques |
| Challengers North America                | Challengers North America      | Challengers LATAM | Challengers LATAM | Challengers LATAM | Challengers LATAM | Challengers LATAM | Challengers LATAM | Challengers Brazil  |
| ---------------------------------------- | ------------------------------ | --- | --- | --- | --- | --- | --- | ------------------- |
| Canada États-Unis                        | Canada États-Unis              | Antigua-et-Barbuda Argentine Aruba Bahamas Barbade Belize Bolivie Bonaire Chili Colombie Costa Rica Curaçao Dominique Équateur | Antigua-et-Barbuda Argentine Aruba Bahamas Barbade Belize Bolivie Bonaire Chili Colombie Costa Rica Curaçao Dominique Équateur | Grenade Guadeloupe Guatemala Guyana Haïti Honduras Îles Caïmans Îles Turques-et-Caïques Îles Vierges britanniques Îles Vierges des États-Unis Jamaïque Martinique Mexique Nicaragua | Grenade Guadeloupe Guatemala Guyana Haïti Honduras Îles Caïmans Îles Turques-et-Caïques Îles Vierges britanniques Îles Vierges des États-Unis Jamaïque Martinique Mexique Nicaragua | Panama Paraguay Pérou Porto Rico République dominicaine Saint-Christophe-et-Niévès Saint-Vincent-et-les-Grenadines Sainte-Lucie Salvador Trinité-et-Tobago Uruguay Venezuela | Panama Paraguay Pérou Porto Rico République dominicaine Saint-Christophe-et-Niévès Saint-Vincent-et-les-Grenadines Sainte-Lucie Salvador Trinité-et-Tobago Uruguay Venezuela | Brésil              |
| Premier Amériques                        |                                | | | | | | |                     |
| Premier US West                          | Premier US East                | Premier Latin America North | Premier Latin America North | Premier Latin America North | Premier Latin America South | Premier Latin America South | Premier Latin America South | Premier Brazil      |
| Chicago Dallas Californie du Nord Oregon | Ashburn Atlanta Chicago Dallas | Chicago Mexico Miami | Chicago Mexico Miami | Chicago Mexico Miami | Bogota Santiago | Bogota Santiago | Bogota Santiago | Sao Paulo           |

Notes
1. ↑  La ligue est divisée en deux zones : LATAM Nord et LATAM Sud.

| Ascension CN                        |
| VALORANT China National Competition |
| ----------------------------------- |
| Chine Hong Kong Macao Taïwan        |

Notes
1. ↑  Circuit de tournois découpé en quatre branches qualificatives : qualifications organisées par des plateformes de streamings, qualifications universitaires, qualifications publiques dans des cybercafés et tournois de qualification organisés par des partenaires sélectionnés. À l'issue de la finale de ce circuit, les huit équipes professionnelles les mieux classées sont qualifiées au tournoi d'Ascension CN.

| Ascension EMEA | Ascension EMEA | Ascension EMEA                                      | Ascension EMEA                             | Ascension EMEA                          | Ascension EMEA                                                    | Ascension EMEA | Ascension EMEA |
| Challengers NORTH//EAST | Challengers NORTH//EAST | Challengers Spain: Rising                           | Challengers France: Révolution             | Challengers DACH: Evolution             | Challengers Türkiye: Birlik                                       | Challengers MENA: Resilience | Challengers CIS: Milestone |
| --- | --- | --------------------------------------------------- | ------------------------------------------ | --------------------------------------- | ----------------------------------------------------------------- | --- | --- |
| Albanie Bosnie-et-Herzégovine Bulgarie Chypre Croatie Danemark Estonie Finlande Géorgie Grèce Hongrie Irlande Islande Israël Kosovo Lettonie | Lituanie Macédoine du Nord Malte Moldavie Monténégro Norvège Pologne Royaume-Uni Roumanie Serbie Slovaquie Slovénie Suède Tchéquie Ukraine | Andorre Espagne Italie Portugal Saint-Marin Vatican | Belgique France Luxembourg Monaco Pays-Bas | Allemagne Autriche Liechtenstein Suisse | Azerbaïdjan Mongolie Ouzbékistan Tadjikistan Turkménistan Turquie | Algérie Arabie saoudite Bahreïn Égypte Émirats arabes unis Iran Irak Jordanie Koweït Liban Libye Maroc Oman Pakistan Palestine Qatar Tunisie | Arménie Azerbaïdjan Biélorussie Géorgie Kazakhstan Kirghizistan Moldavie Mongolie Ouzbékistan Russie Tadjikistan Turkménistan Ukraine |
| Premier EMEA | |                                                     |                                            |                                         |                                                                   | | |
| Premier Northern Europe | Premier Eastern Europe | Premier IBIT                                        | Premier France                             | Premier DACH                            | Premier Türkiye                                                   | Premier Middle East | Aucun |
| Londres Stockholm | Varsovie | Madrid                                              | Paris                                      | Francfort                               | Istanbul                                                          | Bahreïn | |

Notes
1. ↑  La ligue est divisée en deux zones : Afrique du Nord et Levant, et GCC et Irak.
2. ↑  Championnat suspendu.
3. ↑  Le pays étant dans l'incapacité de se connecter aux serveurs européens, les joueurs mongols sont autorisés à jouer dans la ligue Challengers Southeast Asia par défaut au lieu de la ligue Türkiye: Birlik.
4. ↑  Depuis la suspension du championnat, les joueurs azéris sont désormais éligibles en tant que résidents dans la ligue Türkiye: Birlik, sans indication en cas de reprise du championnat CIS: Milestone.
5. ↑  Depuis la suspension du championnat, les joueurs géorgiens sont désormais éligibles en tant que résidents dans la ligue NORTH//EAST, sans indication en cas de reprise du championnat CIS: Milestone.
6. ↑  Depuis la suspension du championnat, les joueurs moldaves sont désormais éligibles en tant que résidents dans la ligue NORTH//EAST, sans indication en cas de reprise du championnat CIS: Milestone.
7. ↑  Depuis la suspension du championnat, les joueurs mongols sont éligibles en tant que résidents dans la ligue Türkiye: Birlik mais jouent par défaut dans la ligue Challengers Southeast Asia.
8. ↑  Depuis la suspension du championnat, les joueurs ouzbeks sont désormais éligibles en tant que résidents dans la ligue Türkiye: Birlik, sans indication en cas de reprise du championnat CIS: Milestone.
9. ↑  Depuis la suspension du championnat, les joueurs tadjiks sont désormais éligibles en tant que résidents dans la ligue Türkiye: Birlik, sans indication en cas de reprise du championnat CIS: Milestone.
10. ↑  Depuis la suspension du championnat, les joueurs turkmènes sont désormais éligibles en tant que résidents dans la ligue Türkiye: Birlik, sans indication en cas de reprise du championnat CIS: Milestone.
11. ↑  Depuis la suspension du championnat, les joueurs ukrainiens sont désormais éligibles en tant que résidents dans la ligue NORTH//EAST, sans indication en cas de reprise du championnat CIS: Milestone.

| Ascension Pacifique                                          | Ascension Pacifique | Ascension Pacifique | Ascension Pacifique                                              | Ascension Pacifique                                                    | Ascension Pacifique                                                                   | Ascension Pacifique                                                          |
| Challengers South Asia                                       | Challengers Korea   | Challengers Japan   | Challengers Southeast Asia                                       | Challengers Southeast Asia                                             | Challengers Oceania                                                                   | Challengers Oceania                                                          |
| ------------------------------------------------------------ | ------------------- | ------------------- | ---------------------------------------------------------------- | ---------------------------------------------------------------------- | ------------------------------------------------------------------------------------- | ---------------------------------------------------------------------------- |
| Afghanistan Bangladesh Bhoutan Inde Maldives Népal Sri Lanka | Corée du Sud        | Japon               | Birmanie Brunei Cambodge Hong Kong Indonésie Laos Macao Malaisie | Mongolie Philippines Singapour Taïwan Thaïlande Timor oriental Vietnam | Australie États fédérés de Micronésie Fidji Kiribati Îles Marshall Îles Salomon Nauru | Nouvelle-Zélande Palaos Papouasie-Nouvelle-Guinée Samoa Tonga Tuvalu Vanuatu |
| Premier Pacifique                                            |                     |                     |                                                                  |                                                                        |                                                                                       |                                                                              |
| Premier South Asia                                           | Premier Korea       | Premier Japan       | Premier Asia                                                     | Premier Asia                                                           | Premier Oceania                                                                       | Premier Oceania                                                              |
| Mumbai                                                       | Seoul               | Tokyo               | Hong Kong Singapour                                              | Hong Kong Singapour                                                    | Sydney                                                                                | Sydney                                                                       |

Notes
1. ↑  Riot Games ne mentionne pas l'Afghanistan comme partie intégrante de la ligue, mais l'organisateur tierce du tournoi, Nodwin Gaming, cite l'Afghanistan parmi les pays éligibles.
2. ↑  Les joueurs hongkongais peuvent être résidents de la ligue Pacifique ou CN. Le championnat Challengers Southeast Asia est destiné aux joueurs qui auront choisi d’être résident de la ligue Pacifique.
3. ↑  Les joueurs macanais peuvent être résidents de la ligue Pacifique ou CN, le championnat Challengers Southeast Asia est destiné aux joueurs qui auront choisi d’être résident de la ligue Pacifique.
4. ↑  Les joueurs taïwanais peuvent être résidents de la ligue Pacifique ou CN. Le championnat Challengers Southeast Asia est destiné aux joueurs qui auront choisi d’être résident de la ligue Pacifique.

### Palmarès

#### Valorant Champions Tour

##### Résultats
| Année | Édition   | Lieu                                                                                    | Date                                                                                    | Participants                                                                            | Finale                                                                                  | Finale                                                                                  | Finale                                                                                  | Demi-finalistes                                                                         | Demi-finalistes                                                                         |
| Année | Édition   | Lieu                                                                                    | Date                                                                                    | Participants                                                                            | Champion                                                                                | Score                                                                                   | Finaliste                                                                               | Troisième place                                                                         | Quatrième place                                                                         |
| ----- | --------- | --------------------------------------------------------------------------------------- | --------------------------------------------------------------------------------------- | --------------------------------------------------------------------------------------- | --------------------------------------------------------------------------------------- | --------------------------------------------------------------------------------------- | --------------------------------------------------------------------------------------- | --------------------------------------------------------------------------------------- | --------------------------------------------------------------------------------------- |
| 2021  | Masters 1 | Édition annulée pour cause de pandémie de Covid-19, remplacé par des Masters régionaux. | Édition annulée pour cause de pandémie de Covid-19, remplacé par des Masters régionaux. | Édition annulée pour cause de pandémie de Covid-19, remplacé par des Masters régionaux. | Édition annulée pour cause de pandémie de Covid-19, remplacé par des Masters régionaux. | Édition annulée pour cause de pandémie de Covid-19, remplacé par des Masters régionaux. | Édition annulée pour cause de pandémie de Covid-19, remplacé par des Masters régionaux. | Édition annulée pour cause de pandémie de Covid-19, remplacé par des Masters régionaux. | Édition annulée pour cause de pandémie de Covid-19, remplacé par des Masters régionaux. |
| 2021  | Masters 2 | Reykjavik                                                                               | mai 2021                                                                                | 10 équipes                                                                              | Sentinels                                                                               | 3-0                                                                                     | Fnatic                                                                                  | NUTURN Gaming                                                                           | Team Liquid                                                                             |
| 2021  | Masters 3 | Berlin                                                                                  | septembre 2021                                                                          | 16 équipes                                                                              | Gambit Esports                                                                          | 3-0                                                                                     | Team Envy                                                                               | 100 Thieves et G2 Esports                                                               | 100 Thieves et G2 Esports                                                               |
| 2021  | Champions | Berlin                                                                                  | décembre 2021                                                                           | 16 équipes                                                                              | Acend                                                                                   | 3-2                                                                                     | Gambit Esports                                                                          | KRÜ Esports et Team Liquid                                                              | KRÜ Esports et Team Liquid                                                              |
| 2022  | Masters 1 | Reykjavik                                                                               | avril 2022                                                                              | 12 équipes                                                                              | OpTic Gaming                                                                            | 3-0                                                                                     | LOUD                                                                                    | ZETA DIVISION                                                                           | Paper Rex                                                                               |
| 2022  | Masters 2 | Copenhague                                                                              | juillet 2022                                                                            | 12 équipes                                                                              | FunPlus Phoenix                                                                         | 3-2                                                                                     | Paper Rex                                                                               | OpTic Gaming                                                                            | Fnatic                                                                                  |
| 2022  | Champions | Istanbul                                                                                | septembre 2022                                                                          | 16 équipes                                                                              | LOUD                                                                                    | 3-1                                                                                     | OpTic Gaming                                                                            | DRX                                                                                     | FunPlus Phoenix                                                                         |
| 2023  | LOCK//IN  | São Paulo                                                                               | février 2023                                                                            | 32 équipes                                                                              | Fnatic                                                                                  | 3-2                                                                                     | LOUD                                                                                    | Natus Vincere et DRX                                                                    | Natus Vincere et DRX                                                                    |
| 2023  | Masters   | Tokyo                                                                                   | juin 2023                                                                               | 12 équipes                                                                              | Fnatic                                                                                  | 3-0                                                                                     | Evil Geniuses                                                                           | Paper Rex                                                                               | NRG                                                                                     |
| 2023  | Champions | Los Angeles                                                                             | août 2023                                                                               | 16 équipes                                                                              | Evil Geniuses                                                                           | 3-1                                                                                     | Paper Rex                                                                               | LOUD                                                                                    | Fnatic                                                                                  |
| 2024  | Masters 1 | Madrid                                                                                  | mars 2024                                                                               | 8 équipes                                                                               | Sentinels                                                                               | 3-2                                                                                     | Gen.G Esports                                                                           | Paper Rex                                                                               | LOUD                                                                                    |
| 2024  | Masters 2 | Shanghai                                                                                | mai 2024                                                                                | 12 équipes                                                                              | Gen.G Esports                                                                           | 3-2                                                                                     | Team Heretics                                                                           | G2 Esports                                                                              | 100 Thieves                                                                             |
| 2024  | Champions | Seoul                                                                                   | août 2024                                                                               | 16 équipes                                                                              | Edward Gaming                                                                           | 3-2                                                                                     | Team Heretics                                                                           | Leviatán                                                                                | Sentinels                                                                               |
| 2025  | Masters 1 | Bangkok                                                                                 | février 2025                                                                            | 8 équipes                                                                               | T1                                                                                      | 3-2                                                                                     | G2 Esports                                                                              | Edward Gaming                                                                           | Team Vitality                                                                           |
| 2025  | Masters 2 | Toronto                                                                                 | juin 2025                                                                               | 12 équipes                                                                              | Paper Rex                                                                               | 3-1                                                                                     | Fnatic                                                                                  | Wolves Esports                                                                          | G2 Esports                                                                              |
| 2025  | Champions | Paris                                                                                   | septembre 2025                                                                          | 16 équipes                                                                              |                                                                                         | 0-0                                                                                     |                                                                                         |                                                                                         |                                                                                         |
| 2026  | Masters 1 |                                                                                         | 2026                                                                                    | 8 équipes                                                                               |                                                                                         | 0-0                                                                                     |                                                                                         |                                                                                         |                                                                                         |
| 2026  | Masters 2 |                                                                                         | 2026                                                                                    | 12 équipes                                                                              |                                                                                         | 0-0                                                                                     |                                                                                         |                                                                                         |                                                                                         |
| 2026  | Champions | Chine                                                                                   | 2026                                                                                    | 16 équipes                                                                              |                                                                                         | 0-0                                                                                     |                                                                                         |                                                                                         |                                                                                         |
| 2027  | Masters 1 |                                                                                         | 2027                                                                                    | 8 équipes                                                                               |                                                                                         | 0-0                                                                                     |                                                                                         |                                                                                         |                                                                                         |
| 2027  | Masters 2 |                                                                                         | 2027                                                                                    | 12 équipes                                                                              |                                                                                         | 0-0                                                                                     |                                                                                         |                                                                                         |                                                                                         |
| 2027  | Champions | Amériques                                                                               | 2027                                                                                    | 16 équipes                                                                              |                                                                                         | 0-0                                                                                     |                                                                                         |                                                                                         |                                                                                         |

Notes
1. ↑  Le VCT Masters 3 2021 ayant adopté un format à élimination directe sans match de départage pour la 3ème place, 100 Thieves et G2 esports sont classés ex aequo 3-4ème.
2. ↑  Le VCT Champions 2021 ayant adopté un format à élimination directe sans match de départage pour la 3ème place, KRÜ Esports et Team Liquid sont classés ex aequo 3-4ème.
3. ↑  Le VCT LOCK//IN ayant adopté un format à élimination directe sans match de départage pour la 3ème place, Natus Vincere et DRX sont classés ex aequo 3-4ème.

##### Classement par équipe
| Rang | Équipe          | Vainqueur (Champions) | Vainqueur (Masters) | Finaliste | Demi-finaliste | Participations |
| ---- | --------------- | --------------------- | ------------------- | --------- | -------------- | -------------- |
| 1    | LOUD            | 1                     | 0                   | 2         | 2              | 7              |
| 2    | Evil Geniuses   | 1                     | 0                   | 1         | 0              | 3              |
| 3    | Edward Gaming   | 1                     | 0                   | 0         | 1              | 8              |
| 4    | Acend           | 1                     | 0                   | 0         | 0              | 2              |
| 5    | Fnatic          | 0                     | 2                   | 2         | 2              | 10             |
| 6    | Sentinels       | 0                     | 2                   | 0         | 1              | 8              |
| 7    | Paper Rex       | 0                     | 1                   | 2         | 3              | 11             |
| 8    | OpTic Gaming    | 0                     | 1                   | 2         | 1              | 6              |
| 9    | Gen.G Esports   | 0                     | 1                   | 1         | 0              | 5              |
| 9    | Gambit Esports  | 0                     | 1                   | 1         | 0              | 2              |
| 11   | FunPlus Phoenix | 0                     | 1                   | 0         | 1              | 7              |
| 12   | T1              | 0                     | 1                   | 0         | 0              | 5              |
| 13   | Team Heretics   | 0                     | 0                   | 2         | 0              | 5              |
| 14   | G2 Esports      | 0                     | 0                   | 1         | 3              | 6              |
| 15   | DRX             | 0                     | 0                   | 0         | 2              | 10             |
| 15   | Team Liquid     | 0                     | 0                   | 0         | 2              | 9              |
| 15   | 100 Thieves     | 0                     | 0                   | 0         | 2              | 4              |
| 18   | KRÜ Esports     | 0                     | 0                   | 0         | 1              | 9              |
| 18   | Leviatán        | 0                     | 0                   | 0         | 1              | 5              |
| 18   | ZETA DIVISION   | 0                     | 0                   | 0         | 1              | 5              |
| 18   | Natus Vincere   | 0                     | 0                   | 0         | 1              | 3              |
| 18   | NRG             | 0                     | 0                   | 0         | 1              | 3              |
| 18   | Team Vitality   | 0                     | 0                   | 0         | 1              | 3              |
| 18   | Wolves Esports  | 0                     | 0                   | 0         | 1              | 1              |
| 18   | NUTURN Gaming   | 0                     | 0                   | 0         | 1              | 1              |

Notes
1. ↑  Le LOCK//IN est considéré comme un tournoi d'importance équivalente aux Masters.
2. ↑  En 2022, OpTic Gaming rachète Team Envy
3. ↑  En 2023, FunPlus Phoenix change de région en faisant de son équipe académique en Chine son équipe première.
4. ↑   En 2023, G2 Esports change de région et base son équipe aux États-Unis.
5. ↑  En 2022, DRX rachète l'équipe des Vision Strikers.

##### Classement par région
| Rang | Équipe    | Vainqueur (Champions) | Vainqueur (Masters) | Finaliste | Demi-finaliste |
| ---- | --------- | --------------------- | ------------------- | --------- | -------------- |
| 1    | Amériques | 2                     | 3                   | 5         | 8              |
| 2    | EMEA      | 1                     | 6                   | 3         | 7              |
| 3    | CN        | 1                     | 0                   | 0         | 0              |
| 4    | Pacifique | 0                     | 3                   | 3         | 7              |

#### VCT Game Changers

##### Résultats
| Année | Édition      | Lieu      | Date          | Participants | Finale            | Finale | Finale               | Demi-finalistes    | Demi-finalistes |
| Année | Édition      | Lieu      | Date          | Participants | Champion          | Score  | Finaliste            | Troisième place    | Quatrième place |
| ----- | ------------ | --------- | ------------- | ------------ | ----------------- | ------ | -------------------- | ------------------ | --------------- |
| 2022  | Championship | Berlin    | novembre 2022 | 8 équipes    | G2 Gozen          | 3-2    | Shopify Rebellion GC | Team Liquid Brazil | Cloud9 White    |
| 2023  | Championship | São Paulo | novembre 2023 | 8 équipes    | Shopify Rebellion | 3-2    | Team Liquid Brazil   | G2 Gozen           | Team SMG        |
| 2024  | Championship | Berlin    | novembre 2024 | 10 équipes   | Shopify Rebellion | 3-0    | Made in Brazil GC    | G2 Gozen           | Xipto Esports   |

##### Classement par équipe
| Rang | Équipe             | Vainqueur | Finaliste | 3e place | Participations |
| ---- | ------------------ | --------- | --------- | -------- | -------------- |
| 1    | Shopify Rebellion  | 2         | 1         | 0        | 3              |
| 2    | G2 Gozen           | 1         | 0         | 2        | 3              |
| 3    | Team Liquid Brazil | 0         | 1         | 1        | 2              |
| 4    | Made in Brazil GC  | 0         | 1         | 0        | 1              |

#### VCT Ascension

##### Résultats
Les équipes en gras désignent les équipes promues en VCT.
| Année | Édition   | Lieu      | Date           | Participants | Finale               | Finale | Finale       | Demi-finalistes              | Demi-finalistes              |
| Année | Édition   | Lieu      | Date           | Participants | Champion             | Score  | Finaliste    | Troisième place              | Quatrième place              |
| ----- | --------- | --------- | -------------- | ------------ | -------------------- | ------ | ------------ | ---------------------------- | ---------------------------- |
| 2023  | Amériques | São Paulo | août 2023      | 6 équipes    | The Guard            | 3-1    | M80          | The Union                    | 9z Team                      |
| 2023  | EMEA      | Berlin    | août 2023      | 18 équipes   | Gentle Mates         | 3-0    | Apeks        | Acend                        | SAW                          |
| 2023  | Pacifique | Bangkok   | août 2023      | 10 équipes   | Bleed Esports        | 3-0    | SCARZ        | BOOM Esports et NAOS Esports | BOOM Esports et NAOS Esports |
| 2023  | CN        | Shanghai  | décembre 2023  | 8 équipes    | Dragon Ranger Gaming | 3-1    | Rare Atom    | Attacking Soul Esports       | Ninjas in Pyjamas            |
| 2024  | Amériques | Monterrey | septembre 2024 | 6 équipes    | 2Game Esports        | 3-2    | M80          | All Knights                  | Galorys                      |
| 2024  | EMEA      | Berlin    | septembre 2024 | 18 équipes   | Apeks                | 3-2    | PCIFIC Espor | CGN Esports                  | The Ultimates                |
| 2024  | Pacifique | Jakarta   | septembre 2024 | 10 équipes   | Sin Prisa Gaming     | 3-2    | BOOM Esports | FULL SENSE                   | RIDDLE ORDER                 |
| 2024  | CN        | Shanghai  | septembre 2024 | 8 équipes    | Xi Lai Gaming        | 3-0    | Rare Atom    | Chosen Clique Gaming         | Ambitious Legend Gaming      |

Notes
1. ↑  The Guard ayant ignoré les deadlines administratives fixées par Riot Games, sa promotion en VCT Amériques a été annulée après le tournoi. Riot Games a d'abord décidé que la saison 2024 se jouera avec 10 équipes au lieu de 11, sans nouvelle équipe promue, avant d'accepter les offres pour acquérir l'effectif de The Guard qui sera promu sous les couleurs d'une nouvelle équipe. C'est G2 Esports qui a été sélectionné pour reprendre la place et la gestion de l'effectif de The Guard pour 2024 et 2025.
2. ↑  Bleed Esports ayant échoué à répondre aux attentes de Riot Games vis-à-vis des équipes, l'équipe est disqualifiée et reléguée. Le finaliste de l'Ascension Pacifique 2024, BOOM Esports, est promu pour remplacer Bleed Esports pour la saison 2025.

## Accueil

### Critique
Valorant a été comparé aux jeux Counter-Strike: Global Offensive de Valve et Overwatch de Blizzard Entertainment.
Austen Goslin, du site web Polygon, qualifie Valorant comme étant « l'un des jeux de tirs tactiques les plus amusants auxquels il a joué ». Le premier jour de sa phase de bêta, Valorant réunit plus d'1,7 million de spectateurs sur Twitch, ce qui en fait le deuxième jeu de l'histoire de la plateforme en termes de spectateurs simultanés, seul League of Legends ayant battu ce record — avec une audience de plus d'1,73 million de personnes durant la finale de son championnat du monde de 2019 (en). Par ailleurs, la bêta du jeu réunit près de 3 millions de joueurs quotidiens.

### Controverse sur Riot Vanguard
Le jeu a été critiqué pour son logiciel anti-triche, Riot Vanguard, qui tourne en tant que noyau de système d'exploitation — autorisant ainsi l'accès au système de l'ordinateur. OSNews (en) a exprimé sa crainte quant à la possibilité pour Riot Games et sa société mère, Tencent Holdings, d'espionner les utilisateurs, et que le pilote kernel puisse être exploité par des tiers. Cependant, Riot Games a assuré que le pilote ne leur renvoyait aucune information, et a lancé un bug bounty afin de récompenser ceux qui trouveraient des failles dans le logiciel.